# Метод моментів
Метод моментів знаходження оцінок в математичній статистиці — це спосіб побудови оцінок, заснований на порівнянні теоретичних і вибіркових моментів.

## Опис
Коротко, метод моментів описується так: «Ми маємо певну вибірку, і припускаємо що вона задається певним розподілом з параметрами. Ми обчислюємо скільки моментів цього розподілу скільки параметрів, і прирівнюємо їх до відповідних моментів вибірки. Так як моменти розподілу є функціями від параметрів, то отримаємо систему рівнянь відносно параметрів, і з неї отримуємо результат.»
Формально: нехай {\displaystyle X_{1},\ldots ,X_{n}} — вибірка з розподілу {\displaystyle \mathbb {P} _{\theta }}, що залежить від параметра {\displaystyle \theta \in \Theta \subset \mathbb {R} }. Нехай маємо функцію {\displaystyle g\colon \mathbb {R} \to \mathbb {R} }, таку що {\displaystyle g(X_{1})} інтегрована відносно міри {\displaystyle \mathbb {P} _{\theta }}, і
{\displaystyle \mathbb {E} _{\theta }\left[g(X_{1})\right]=f(\theta )},
де {\displaystyle f\colon \Theta \to \mathbb {R} } — бієкція. Тоді оцінка
{\displaystyle {\hat {\theta }}_{\mathrm {MM} }=f^{-1}\left({\overline {g(X)}}\right)\equiv f^{-1}\left({\frac {1}{n}}\sum \limits _{i=1}^{n}g(X_{i})\right)}
називається оцінкою параметра {\displaystyle \theta \in \Theta } методом моментів.

## Зауваження
- Оцінки знайдені методом моментів, як правило спроможні, але часто неефективні. Тому їх можна використовувати лише як перше наближення, базуючись на яких можна знаходити наступні наближення з меншою дисперсією.

- За побудовою, {\displaystyle {\overline {g(X)}}=f\left({\hat {\theta }}_{\mathrm {MM} }\right)}, тобто оцінка методом моментів отримується шляхом прирівнювання теоретичного середнього {\displaystyle g(X)} з вибірковим середнім.

- Як функцію {\displaystyle g} часто беруть степеневу функцію:

{\displaystyle g(x)=x^{k},\;k\in \mathbb {N} }.
- Оцінка {\displaystyle {\hat {\theta }}_{\mathrm {MM} }} суттєво залежить від використаної функції {\displaystyle g(x)}. Якщо можливе використання кількох різних функцій {\displaystyle g(x)}, отримані з їх допомогою оцінки можуть відрізнятися.

## Конзистентність методу
Якщо {\displaystyle f\in C(\Theta )}, тобто функція {\displaystyle f} неперервна, то оцінка методу моментів конзистентна.

## Приклад
Нехай {\displaystyle X_{1},\ldots ,X_{n}\sim \Gamma (\alpha ,\beta )} — вибірка з гамма-розподілу з невідомими параметрами {\displaystyle \alpha } і {\displaystyle \beta }. Тоді
{\displaystyle \mathbb {E} [X_{i}]=\alpha \beta ,\;\mathbb {E} \left[X_{i}^{2}\right]=\alpha (\alpha +1)\beta ^{2},\quad i=1,\ldots ,n}.
Тоді оцінки методу моментів задовольняють систему рівнянь:
{\displaystyle \left\{{\begin{matrix}{\bar {X}}=&{\hat {\alpha }}_{\mathrm {MM} }{\hat {\beta }}_{\mathrm {MM} }\\{\overline {X^{2}}}=&{\hat {\alpha }}_{\mathrm {MM} }({\hat {\alpha }}_{\mathrm {MM} }+1)\left({\hat {\beta }}_{\mathrm {MM} }\right)^{2},\end{matrix}}\right.}
звідки
{\displaystyle {\hat {\alpha }}_{\mathrm {MM} }={\frac {\left({\bar {X}}\right)^{2}}{{\overline {X^{2}}}-\left({\bar {X}}\right)^{2}}}},
і
{\displaystyle {\hat {\beta }}_{\mathrm {MM} }={\frac {{\overline {X^{2}}}-\left({\bar {X}}\right)^{2}}{\bar {X}}}}.